# Sensation in Morgan’s Creek
Sensation in Morgan’s Creek ist eine US-amerikanische Screwball-Komödie von Preston Sturges aus dem Jahr 1944.

## Handlung
Trudy Knockenlocker lebt mit ihrem Vater, einem Polizisten, und ihrer Schwester Emmy in der Kleinstadt Morgan’s Creek im Mittleren Westen. Auf einer wilden Verabschiedungsparty für Soldaten, die in den Zweiten Weltkrieg ziehen, heiratet Trudy im volltrunkenen Zustand einen Soldaten, ohne sich anschließend an dessen exakten Namen erinnern zu können (irgendetwas mit „Ratzkywatzky“) oder eine Heiratsurkunde zu besitzen. Wenig später muss sie überdies feststellen, dass sie von ihrem ihr unbekannten Ehemann schwanger ist. Sie vertraut sich ihrer Schwester an, jedoch nicht ihrem gutherzigen, aber cholerischen Vater.
Trudys langjähriger Verehrer Norval Jones, der für kriegsuntauglich befunden wurde und darüber verbittert ist, bietet ihr seine Hilfe an. Sie will Norval zunächst aus rein pragmatischen Gründen heiraten, entdeckt dann aber ihre ehrliche Liebe für ihn. Um eine Heiratsurkunde zu bekommen und damit den Skandal einer „unehelichen“ Schwangerschaft zu vermeiden, gibt sich Norval in Uniform als Soldat Ratzkywatzky aus und sucht mit Trudy einen Friedensrichter auf. In seiner Nervosität unterschreibt Norval die Heiratsurkunde aber mit seinem echten Namen, woraufhin der Friedensrichter die Polizei verständigt. Norval wird festgenommen, da er sich fälschlicherweise als Soldat ausgegeben hat und unter falschem Namen heiraten wolle. Trudy vertraut unterdessen ihrem Vater die Wahrheit über ihre Ehe, ihre Schwangerschaft und Norvals Versuche, die Situation noch zu retten, an. Constable Knockenlocker lässt Norval entkommen, damit er nach dem mysteriösen „Ratzkywatzky“ suchen kann.
Nach Monaten kehrt Norval erfolglos nach Morgan’s Creek zurück und erfährt von seinem Anwalt, dass Knockenlocker infolge von Norvals Ausbruch entlassen worden sei und die Familie die Stadt verlassen hätte. In Wirklichkeit verbergen sich die Knockenlockers noch in der Nähe der Stadt, das Ende der Schwangerschaft steht unmittelbar bevor. Norval trifft auf Mr. Rafferty, der das Versteck der Knockenlockers kennt, wird jedoch von seinem ehemaligen Arbeitgeber – dem Bankdirektor – entdeckt und erneut verhaftet. Daraufhin wollen Mr. Knockenlocker und Trudy den Bürgern der Stadt die Wahrheit über Trudys Schwangerschaft und Ehe erzählen und so Norval aus dem Gefängnis bekommen. Bei Trudy setzen allerdings in diesem Moment die Wehen ein.
Im Krankenhaus gebärt Trudy am Weihnachtsmorgen sechs Söhne und gerät ins weltweite Rampenlicht – sogar Adolf Hitler empört sich, dass im Lande des Kriegsgegners sechs Söhne geboren wurden und verlangt eine „Nachzählung“. Damit Trudys Geburt die ideale Schlagzeile ist, muss allerdings schnell ein Vater präsentiert werden. Deshalb leiten der Gouverneur McGinty und sein ebenso korrupter wie einflussreicher Berater „The Boss“ in die Wege, dass Norval freigelassen und die Anklagen gegen ihn fallen gelassen, außerdem seine Ehe mit Trudy anerkannt wird. Zudem wird Mr. Knockenlocker wieder als Polizist eingestellt. Als Norval aus dem Gefängnis freigelassen wird, muss er erstmal verdauen, dass Trudy nicht nur einen, sondern ganze sechs Söhne geboren hat.

## Produktion
Preston Sturges hatte in den Jahren vor Sensation in Morgan’s Creek eine populäre Komödie nach der nächsten gedreht und sich als einer der bekanntesten Komödienregisseure Hollywoods etabliert. Bei Sensation in Morgan’s Creek bereiteten ihm die Regularien des Hays Codes große Probleme, sodass das für die Filmzensur zuständige Hays Office nur zehn Drehbuchseiten unbeanstandet ließ. Dass Struges’ Filmheldin eine Zufallsbekanntschaft spontan heiratet, sich nicht an den Ehemann und Kindsvater erinnern kann und nicht einmal ganz sicher sein kann, dass sie ihn überhaupt geheiratet hat, war im Hollywood der 1940er-Jahre ein äußerst gewagter Stoff.
Brian Donlevy und Akim Tamiroff traten erneut in ihren jeweiligen Rollen aus dem Sturges-Film Der große McGinty (1940) auf und sorgen zum Filmschluss für einen glücklichen Ausgang der Ereignisse.
In der deutschen Synchro wurde statt Kockenlocker der Name Kakerlaker verwendet.
Das Jerry-Lewis-Vehikel Der Babysitter (Rock-a-Bye Baby) von 1958 ist im Wesentlichen ein Remake dieses Films.

## Rezeption
Das Lexikon des internationalen Films schreibt über den Film: „Turbulente, gagreiche Komödie, die auf freche Weise amerikanische Kleinstadt-Moral, Kriegshysterie und Politik aufs Korn nimmt und am Ende sogar Hitler parodiert“. Sie sei „temporeich inszeniert, getragen von dem komödiantischen Talent der Darsteller“. Laut Cinema sei Sensation in Morgan’s Creek ein „parodistischer Spaß mit Tempo“.
Dave Kehr meinte, der Film sei wie eine „freundlich-blasphemische Version der Weihnachtsgeschichte“. Der Film sei in gewohnter Sturges-Manier „scharf und chaotisch“, es sei „wahrscheinlich sein witzigster und auf freundliche Weise böswilligster Film“.
Das Heyne Filmlexikon (1996) gab dem Film die Höchstwertung von fünf Sternen und nannte ihn eine „turbulente, respektlose, zum Schreien komische Weltkriegskomödie, die nur durch ein Wunder an der Zensurbehörde vorbeigekommen“ sei.

## Auszeichnungen
Der Film erhielt eine Oscar-Nominierung in der Kategorie Bestes Originaldrehbuch. Das National Board of Review zeichnete den Film als einen der „zehn besten Filme des Jahres“ aus und verlieh Betty Hutton einen Spezialpreis für ihre Schauspielleistung.
In einer Umfrage nach den besten US-amerikanischen Komödien durch das American Film Institute im Jahr 2000 wurde der Film auf Platz 54 gewählt.
2001 wurde der Film in das National Film Registry als besonders erhaltenswerter Film aufgenommen.